# 피터 버그
피터 버그(Peter Berg, 1962년 3월 11일 ~ )는 미국의 배우, 영화 감독이다.

## 출연 작품
- 스펜서 컨피덴셜 (2020)
- 마일 22 (2018)
- 윈드 리버 (2016)
- 패트리어트 데이 (2016)
- 딥워터 호라이즌 (2016)
- 로스트 인 더스트 (2016)
- 볼러스 시즌1 (2015)
- 허큘리스 (2014)
- 론 서바이버 (2013)
- 배틀쉽 (2012)
- 30 포 30: 인투 더 윈드 (2010)
- 루저스 (2010)
- 핸콕 (2008)
- 로스트 라이언즈 (2007)
- 킹덤 (2007)
- 스모킹 에이스 (2007)
- Pu-239 (2006)
- 프라이데이 나잇 라이츠 (2006)
- 프라이데이 나잇 라이트 (2004)
- 콜래트럴 (2004)
- 웰컴 투 더 정글 (2003)
- 코르키 로마노 (2002)
- 베리 배드 씽 (1998)
- 캅 랜드 (1997)
- 화이트 히어로 (1996)
- 걸 식스 (1996)
- 어크로스 더 문 (1995)
- 시카고 메디컬 (1994)
- 라스트 시덕션 (1994)
- 기적의 터치 다운 (1994)
- 언베일드 (1994)
- FTW (1994)
- 살인 법정 (1993)
- 질주 (1993)
- 트래비의 실종 (1993)
- 마지막 만찬 (1991)
- 워렌 일가 (1991)
- 휴전 (1991)
- 위험한 승부 (1990)
- 고잉 오버보드 (1989)
- 두 자매 이야기 (1989)
- 화요일은 참으세요 (1989)
- 분노의 캠퍼스 (1989)
- 폭풍 레이서 (1989)
- 영혼의 목걸이 (1989)